# Šimon Šmehyl
Šimon Šmehyl (* 9. února 1994, Topoľčany) je slovenský fotbalový útočník či záložník, od července 2016 působící v týmu TJ Spartak Myjava. Je bývalý mládežnický reprezentant Slovenska.

## Klubová kariéra
Svoji fotbalovou kariéru začal v OFK Solčany. Od svých 11 let působil v FC Nitra, kde získal v žákovské kategorii slovenský titul. V létě 2012 se propracoval do prvního mužstva. V sezoně 2012/13 sestoupil s klubem do druhé nejvyšší soutěže.

### FK Senica
Na startu zimním přípravy 2015/16 byl na testech v FK Senica, kam v únoru 2016 přestoupil a podepsal kontrakt na tři a půl roku. Ve slovenské nejvyšší soutěži v dresu Senice debutoval pod trenérem Dušanem Vrtěm v ligovém utkání 20. kole (27. 2. 2016) proti FO ŽP Šport Podbrezová (prohra Senice 0:1), odehrál 84 minut. Celkem za tým během půl roku odehrál 12 ligových zápasů, ve kterých se gólově neprosadil.

### TJ Spartak Myjava
V červenci 2016 zamířil na přestup do mužstva TJ Spartak Myjava.

## Reprezentační kariéra
Nastupoval za slovenské mládežnické reprezentace U15, U17, U18.
V roce 2012 se stal reprezentantem své země v kategorii do 19 let, poté se objevil i v týmu U20 a U21.